# Грейнджер, Гидеон
Гидеон Грейнджер (англ. Gideon Granger; 19 июля 1767 — 31 декабря 1822) — американский политик и адвокат, 4-й генеральный почтмейстер США.

## Биография
Родился в семье Гидеона Грейнджера (англ. Gideon Granger; 1735—1800) и Трайфосии Кент (англ. Tryphosia Kent; 1738—1796).
Окончил Йельский университет и стал адвокатом.
Грейнджер считался блестящим политическим эссеистом. Используя псевдонимы Алджернон Сидни (англ. Algernon Sydney) и Эпаминонд (англ. Epaminondas), написал большое количество произведений, защищающих принципы Джефферсона, которые были опубликованы во многих брошюрах.
14 июня 1790 года женился на Майндвелл Пиз (англ. Mindwell Pease); 1770—1860). У пары было трое сыновей.
Он был членом Палаты представителей Коннектикута и безуспешно работал в Конгрессе Соединенных Штатов в 1798 году. Верный сторонник Томаса Джефферсона, Грейнджер был назначен генеральным почтмейстером в 1801 году. Он служил на этом посту до 1814 года. Дольше всех занимал пост генерального почтмейстера.
Покинув Вашингтон, Грейнджер поселился в Канандейгуа, Нью-Йорк, где он построил усадьбу, которая была бы «непревзойдённой во всей стране», из которой он мог бы управлять многими земельными участками, которые он приобрёл на западе. Сегодня его дом - музей. Он стал членом сената штата Нью-Йорк и продолжал влиять на политику и право, в том числе был ключевой фигурой в проекте канала Эри.